# Notre histoire
Notre histoire è un film del 1984 diretto da Bertrand Blier.